# Fachhochschule
La Fachhochschule (plural: Fachhochschulen) o Universidad de Ciencias Aplicadas es en Austria, Alemania, Liechtenstein, Suiza y otros países europeos, una universidad especializada en ciertas áreas (p.ej. tecnología o negocios). Normalmente, una Fachhochschule ofrece sólo programas de pre y postgrado y no tiene el derecho de otorgar títulos de Doctor. En los Países Bajos se le conoce como Hogeschool, mientras que en Escandinavia se le llama Yrkeshögskola en sueco, Høgskole o Høyskole en noruego, Professionshøjskole en danés y Ammattikorkeakoulu en finés.
Es posible compararla con una Escuela Técnica Superior o un Politécnico. La oferta de estudios es amplia, pero las carreras suelen ser más técnicas en comparación con las que ofrece una universidad. La diferencia radica en la formación con énfasis en la práctica, por lo cual los egresados de una Fachhochschule son altamente codiciados por las empresas al graduarse. Por lo general, algunas de las carreras que se ofrecen en las Fachhochschulen no se ofrecen en las universidades, como, por ejemplo, Turismo. Sin embargo, Business Administration se puede estudiar tanto en una universidad como en una Fachhochschule.
Los estudiantes de las Fachhochschulen tienen el Fachabitur o Abitur y han realizado antes una formación profesional, por lo que algunas Fachhochschulen permiten trabajar mientras se estudia.
Hay 216 Universidades de Ciencias Aplicadas en Alemania. La mayoría de ellas tienen programas de cooperación con universidades internacionales y los alumnos suelen estudiar un semestre en el extranjero.
En 1997, el 32% de todos los titulados superiores en Alemania procedían de las Fachhochschulen. En algunos sectores (p.ej. ingeniería) este porcentaje supera el 60% (fuente: DAAD).
Hace mucho tiempo que el grado académico más común de las Fachhochschulen fue el Diplom. Hoy en día, debido al Espacio Europeo de Educación Superior, se otorgan únicamente Bachelor of Arts y Bachelor of Science que pueden ser complementados en una Fachhochschule o Universidad con un Máster. Los días de vida del Diplom (Diploma) están contados y Alemania, así como el resto de países pertenecientes a la Unión Europea, tiene que terminar de introducir el Bachelor y el Máster hasta 2010.